# Júlio Frederico Henrique Abegs
Júlio Frederico Henrique Abegs foi um jurisconsulto alemão. Nasceu em Erlangen, Alemanha em 1896 e faleceu em Breslau em 1868. As suas principais obras são; Guia do processo criminal (Koenigsberg, 1823); Ensaio histórico da legislação criminal e penal do Brandeburgo prussiano (Berlim, 1835); Ensaio histórico sobre a legislação civil na Prússia, Berlim, 1848.